# Aurimas Didzbalis
Aurimas Didžbalis (Klaipėda, 13 giugno 1991) è un sollevatore lituano, vincitore della medaglia di bronzo olimpica a Rio de Janeiro 2016 nella categoria fino a 94 kg.

## Palmarès
- Giochi olimpici

Rio de Janeiro 2016: bronzo nei 94 kg maschili.
- Mondiali

Almaty 2014: argento nei 94 kg maschili;
- Europei

Kazan 2011: bronzo nei 94 kg maschili;
Tbilisi 2015: oro nei 94 kg maschili;
Spalato 2017: bronzo nei 94 kg maschili.
- Universiade

Shenzhen 2011: argento nei 94 kg maschili;